# Škoda 15 cm Vz. 15/16
Lo Škoda 15 cm Vz. 15/16 o 15 cm Autokanone M. 15/16 fu un cannone prodotto dall'Austria-Ungheria ed impiegato durante la prima guerra mondiale. Molti esemplari furono ceduti al Regno d'Italia come riparazione di guerra, dove il pezzo era conosciuto come "Cannone da 152/37", che li impiegò durante la Guerra civile spagnola prima e durante la seconda guerra mondiale poi. La Wehrmacht utilizzò sul Vallo Atlantico, in postazione fissa, gli esemplari catturati all'Austria dopo l'Anschluss ed alla Cecoslovacchia dopo l'occupazione ridenominandoli come 15,2 cm K 15/16(t), mentre i pezzi catturati al Regio Esercito dopo l'8 settembre venivano indicati come 15,2 cm K 410(i) e probabilmente mai utilizzati, anche a causa del munizionamento particolare. Almeno tre affusti di Autokanone furono riarmati con i 15 cm SK L/40 di origine navale, ottenendo i 15 SK L/40 iKRL (t), utilizzati sul Vallo Atlantico.

## Impiego nel Regio Esercito
Questo cannone pesante fu realizzato dalla Škoda durante la prima guerra mondiale in due versioni: la prima, il Vz. 15 (o Modello 15), risalente al 1915, aveva ruote in legno ed alzo limitato a 30° e fu prodotto in 27 esemplari; l'anno successivo fu prodotta la versione migliorata Vz. 15/16 con ruote metalliche e alzo aumentato a 45°, come richiesto dalle specifiche per l'impiego in montagna. Il Regio Esercito ricevette 30 pezzi su un totale di 44 prodotti dall'Austria-Ungheria, che furono revisionati nel 1920 dall'Arsenale Regio Esercito di Napoli (AREN) e portati tutti allo standard Mod. 15/16. Queste armi videro il primo impiego in Spagna con il Corpo Truppe Volontarie nel 1936; poi nel giugno 1940 furono impiegati nell'offensiva contro la Francia. Equipaggiò la 131ª e la 132ª Batteria del LI Gruppo Artiglieria d'Armata in Grecia ed in Jugoslavia, così come la 134ª e la 135ª del LII Gruppo Artiglieria d'Armata inviato sul fronte libico. Nel giugno del 1943, l'unico gruppo di 152/37 ancora operativo è il LIV della 5ª Armata, mentre i pezzi residuati erano stati declassati da artiglieria pesante d'armata ad artiglieria costiera. Così, i cannoni della 133ª e 134ª Batteria del LIII Gruppo nell'aprile dello stesso anno erano confluiti nel CIIIC Gruppo Costiero da Posizione.

## Tecnica
- granata da 152/37 originale austriaca: in acciaio, caricata con tritolo o ecrasite o ammonal, del peso di 56 kg.
- granata da 152/37 italiana: in acciaio, caricata con tritolo o ecrasite o ammonal, del peso di 54,043 kg.[4].
- granata per cannoni da 152: in acciaio, caricata con tritolo o pentrite o miscela acido picrico-tritolo (MAT)o miscela binitrofenolo-tritolo (MBT), del peso di 45,9 kg.
- shrapnel per cannoni da 152: in acciaio, del peso 47,700 kg.

Il Vz. 15/16 è stato uno dei primi pezzi pesanti austriaci espressamenti progettati per il traino meccanico, tanto da essere denominato 15 cm Autokanone M. 15/16. La canna è in acciaio, composta da un'anima con rigatura destrorsa a passo costante a 42 rilievi, cerchiata da due manicotti, di cui il posteriore porta-otturatore a cuneo orizzontale, per un peso totale di 4780 kg. Essa è montata su un affustino elastico con freno di sparo e recuperatore (per il ritorno in batteria) idropneumatici, a sua volta incavalcato su un affusto tradizionale a due ruote e coda unica, con sala con sospensioni elastiche. Ai lati della coda, su due appositi sedili, prendono posto due serventi durante il traino. L'affusto del Mod. 15 permetteva una elevazione di 30°, ritenuta insufficiente e portata a 45° sul Mod. 15/16, mentre il brandeggio rimaneva limitato a 6°, anch'esso non soddisfacente. Originariamente gli affusti erano dotati di scudatura, poi rimossa sui pezzi italiani.

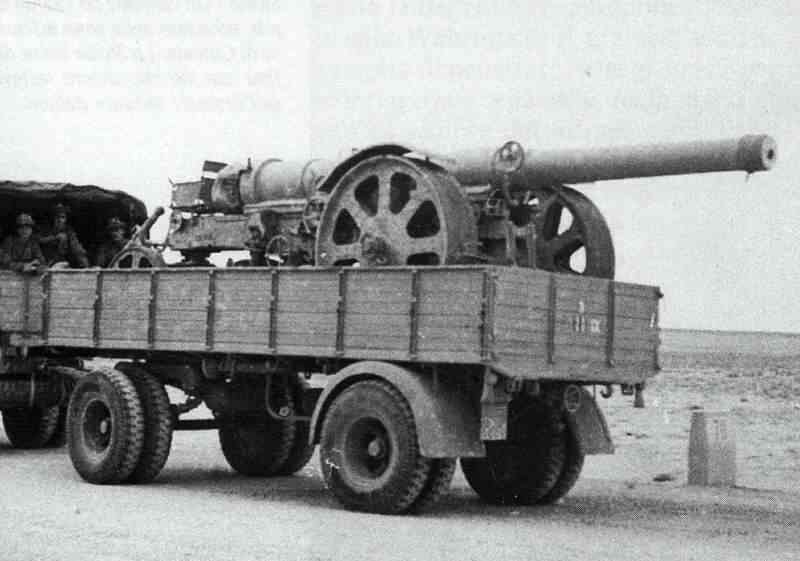
Cannone da 152/37 con avantreno trasportati su rimorchio Viberti, trainato da un Lancia 3Ro, in Africa settentrionale.

Il traino è meccanico ed è eseguito su due vetture: il cannone viene scavallato e trasportato su apposito carro porta cannone, mentre la seconda vettura è costituita dall'affusto munito di avantreno. Le due vetture pesano rispettivamente 8495 e 9200 kg ed erano trainate da trattori d'artiglieria pesanti quali il Breda TP32. In alternativa, le due sezioni venivano caricate su due rimorchi Viberti trainati da autocarri Lancia 3Ro. 
La batteria si compone di:
- 4 cannoni;

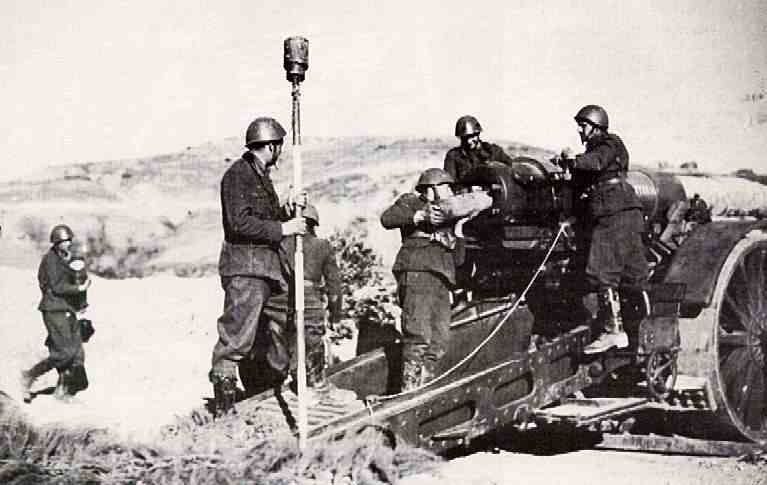
Artiglieri italiani caricano un 152/37: inserimento delle cariche di lancio.

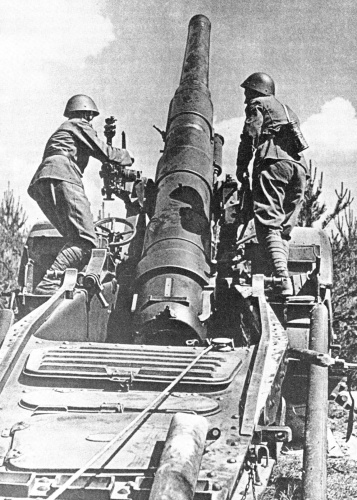
Pezzo pronto al tiro.

- 8 rimorchi (o autocarri) porta munizioni;
- 2 mitragliatrici per la difesa ravvicinata;
- 1 carro polvere;
- 5 autocarri di supporto.

Essa si muove alla velocità di 8-10 km/h, sviluppandosi su una lunghezza di 600 metri. La messa in batteria richiedeva circa 3 ore.

### Annotazioni
1. ↑  Tale gruppo di artiglieria era al comando del tenente colonnello Luigi Fiorentini, decorato di Medaglia d'oro al valor militare.

### Fonti
1. ↑  Secondo la denominazione ufficiale dell'esercito: cannone a traino meccanico calibro 15 cm modello 1915/16.
2. ↑  15 cm  Schnellfeuerkanone L/40 in Küstengeschütz Räderlafette (tschechischen), nella nomenclatura tedesca dell'epoca: Cannone a tiro rapido calibro 15 cm con canna di 40 calibri su affusto ruotato da artiglieria costiera cecoslovacco.
3. ↑  [Alain Chazette, Atlantikwall-Südwall, pag. 30.
4. ↑  Munizionamento.